# Spanisch in den Vereinigten Staaten

Spanische Sprache in den USA

Die spanische Sprache ist in den Vereinigten Staaten nach Englisch die zweithäufigste Sprache. Die Anzahl beträgt offiziell mehr als 41 Millionen US-Amerikaner (aus 330 Millionen), die Spanisch zu Hause sprechen. Nach Mexiko (132 Millionen), Kolumbien (52,7 Millionen), Spanien (49 Millionen) und Argentinien (46,45 Millionen) haben die Vereinigten Staaten die fünftgrößte Anzahl Spanisch sprechender Einwohner der Welt, wobei illegale Einwanderer nicht inbegriffen sind.
Auf dem heutigen Staatsgebiet der Vereinigten Staaten existiert die spanische Sprache seit dem 16. Jahrhundert. Ausschlaggebend dafür war die spanische Besiedlung Nordamerikas. Die spanischen Entdecker entdeckten einen großen Teil der späteren Bundesstaaten, sodass Einflüsse der spanischen Sprache auf dem gesamten Kontinent hinterlassen wurden. In der ersten Hälfte des 19. Jahrhunderts wurden westliche Bundesstaaten wie zum Beispiel Kalifornien in die Union eingegliedert. Durch den Erwerb von Puerto Rico im Jahr 1898 wurde die Stellung der spanischen Sprache nochmals bestärkt. Eine ähnliche Wirkung hat bis heute die Migration aus Mexiko sowie aus mittelamerikanischen Staaten wie El Salvador und karibischen Staaten wie Kuba.

## Überblick

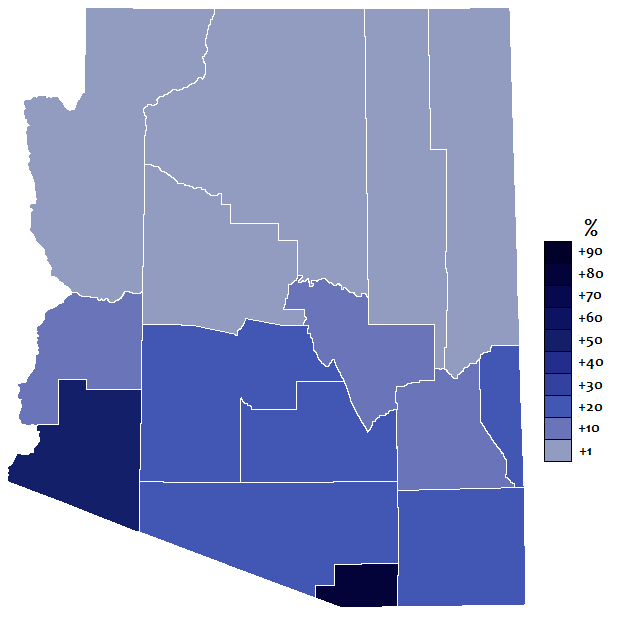
Spanische Sprache in Arizona

| Bundesstaat          | Spanisch sprechende Bevölkerung | Prozent der Bevölkerung |
| -------------------- | ------------------------------- | ----------------------- |
| Puerto Rico          | 3.900.128                       | 95,21 %                 |
| New Mexico           | 823.352                         | 43,27 %                 |
| Kalifornien          | 12.442.626                      | 34,72 %                 |
| Texas                | 7.781.211                       | 34,63 %                 |
| Arizona              | 1.608.698                       | 28,03 %                 |
| Nevada               | 445.622                         | 19,27 %                 |
| Florida              | 3.304.832                       | 19,01 %                 |
| New York             | 3.076.697                       | 15,96 %                 |
| New Jersey           | 1.134.033                       | 13,89 %                 |
| Illinois             | 1.516.560                       | 12,70 %                 |
| Colorado             | 545.112                         | 12,35 %                 |
| Rhode Island         | 100.227                         | 9,96 %                  |
| Utah                 | 216.327                         | 9,40 %                  |
| Connecticut          | 308.863                         | 9,35 %                  |
| Oregon               | 293.840                         | 8,47 %                  |
| District of Columbia | 45.023                          | 8,24 %                  |
| Idaho                | 103.686                         | 7,66 %                  |
| Washington           | 431.021                         | 7,20 %                  |
| Georgia              | 610.402                         | 7,04 %                  |
| Massachusetts        | 411.192                         | 6,80 %                  |
| Kansas               | 169.376                         | 6,59 %                  |
| Delaware             | 51.762                          | 6,50 %                  |
| North Carolina       | 532.553                         | 6,45 %                  |
| Nebraska             | 98.211                          | 5,99 %                  |
| Virginia             | 412.416                         | 5,78 %                  |
| Maryland             | 298.072                         | 5,68 %                  |
| Oklahoma             | 173.552                         | 5,22 %                  |
| Arkansas             | 116.396                         | 4,45 %                  |
| Indiana              | 254.219                         | 4,32 %                  |
| Wisconsin            | 217.550                         | 4,18 %                  |
| Wyoming              | 19.830                          | 4,12 %                  |
| Pennsylvania         | 436.254                         | 3,72 %                  |
| South Carolina       | 148.345                         | 3,68 %                  |
| Alaska               | 22.649                          | 3,64 %                  |
| Minnesota            | 171.042                         | 3,55 %                  |
| Iowa                 | 97.876                          | 3,51 %                  |
| Michigan             | 292.996                         | 3,10 %                  |
| Tennessee            | 171.646                         | 3,04 %                  |
| Louisiana            | 106.872                         | 2,68 %                  |
| Alabama              | 107.806                         | 2,50 %                  |
| Missouri             | 129.329                         | 2,37 %                  |
| Ohio                 | 230.467                         | 2,15 %                  |
| New Hampshire        | 26.607                          | 2,14 %                  |
| Kentucky             | 80.450                          | 2,05 %                  |
| South Dakota         | 14.403                          | 1,98 %                  |
| Mississippi          | 46.561                          | 1,72 %                  |
| Montana              | 13.458                          | 1,51 %                  |
| Hawaii               | 17.442                          | 1,50 %                  |
| North Dakota         | 8.853                           | 1,48 %                  |
| West Virginia        | 18.207                          | 1,06 %                  |
| Vermont              | 5.950                           | 1,01 %                  |
| Maine                | 12.576                          | 1,00 %                  |

## Stellung
Nach der englischen Sprache, die in vielen Bereichen des gesellschaftlichen Lebens eine dominante Stellung einnimmt, ist Spanisch in den USA die am zweithäufigsten genutzte Sprache. Einige Bundesstaaten, darunter New Mexico, bieten offizielle Dokumente in zwei Sprachen an.
In den Haushalten sprechen ungefähr 60 Millionen Menschen eine andere Sprache als Englisch. Nahezu zwei Drittel davon sprechen im privaten Umfeld die spanische Sprache. Im Zeitraum zwischen 1980 und 2010 hat sich die Anzahl derer, die zuhause Spanisch sprechen, mehr als verdreifacht. So sprachen 1980 in Haushalten nur ungefähr 11 Millionen Menschen Spanisch. Seit dem Jahr 2005 hat diese Zahl nur noch leicht zugenommen.

### Florida
Die spanischsprachige Bevölkerung Floridas ist überwiegend kubanischer Abstammung. Die Mehrheit von ihnen verließ Kuba während und nach der Revolution. Außerdem leben in Florida so viele Latinos kolumbianischer Abstammung, dass man von Miami bereits als der zweitgrößten kolumbianischen Stadt spricht.

### Südwesten der USA
Siehe auch: New-Mexico-Spanisch
Im Südwesten der USA findet man in erster Linie Spanischsprechende mexikanischer Abstammung.
Spanisch ist in New Mexico neben Englisch Gebrauchssprache (in vielen Staaten ist keine Sprache offiziell). Außerdem gibt es in einigen Staaten wie New Mexico, Kalifornien und Texas spanischsprachige Formulare, Aushänge und Schilder.
Hier ist eine neue Sprachform, das „Spanglish“, entstanden (aus Spanish + English). In Staaten wie Arizona kommen viele spanische Wörter im alltäglichen Wortschatz des gesprochenen Englisch vor.

### Nordosten der USA
Im Nordosten der USA sind spanischsprachige Bürger vorwiegend puerto-ricanischer Herkunft.

### Louisiana
Im heutigen US-Bundesstaat Louisiana wird in vier ursprünglich isolierten Ortschaften am Mississippi ein spanischer Dialekt gesprochen, der mit der Mundart auf den Kanarischen Inseln verwandt ist. Die Menschen dieser Sprachinseln nennen sich Isleños und immigrierten im 18. Jahrhundert in diese Region.

## Geographische Bezeichnungen
Die Staaten Kalifornien, Arizona, Texas, New Mexico, Colorado, Nevada und Utah im Südwesten der USA, sowie Florida wurden seit dem 16. Jahrhundert von spanischen Kolonisten und spanischsprachigen Indigenen besiedelt und gehörten zum Vizekönigreich Neuspanien. Nach der Unabhängigkeit Mexikos im Jahre 1810 gehörten einige der Staaten noch bis in die Mitte des 19. Jahrhunderts zu Mexiko. Deshalb tragen viele Städte, Gebirge, Straßen und Flüsse in diesen Bundesstaaten (teilweise „sprechende“) spanische Namen, Toponyme. Auffällig sind die zahlreichen Ortsnamen, die auf religiöse Bezeichnungen zurückgehen. Sie rühren von den vielen Missionaren unter den ersten Siedlern und dem allgemein starken katholischen Glauben der Spanier und Mexikaner her.
Daneben sind auch typische Ortsnamen, die auf Landschaftsmerkmale beruhen, anzutreffen:

### Arizona
- Arizona (wüstenhaftes Gebiet): Casa Grande (Großes Haus), Cibola, Colorado City, Guadalupe (nach der spanischen Stadt Guadalupe), Maricopa, Nogales (Walnussbäume), San Carlos Indian Reservation, San Luis (St. Ludwig), Sierra Vista.

### Colorado
- Colorado (rötlich gefärbt): Alamosa, Alamosa County, Antonito, Baca County, Buena Vista, Cañon City, Conejos County (Kaninchen-Bezirk), Colorado Springs, Cortez, Del Norte, Dolores (Schmerzen), Durango (nach der spanischen Stadt Durango), El Paso County, La Junta, Las Animas (Die Seelen), Mesa Verde (grüner Tafelberg), Monte Vista, Pagosa Springs, Pueblo (Dorf), Rico, Rio Blanco County, Sangre de Cristo Range (Heiliges Blut Christi), Saguache, Salida, San-Juan-Gebirge (St.-Johannes-Gebirge), Trinidad (Dreifaltigkeit).

### Florida
- Florida (die Blühende): Altamonte Springs, Aventura (Abenteuer), Boca Raton, Bonita Springs, Cape Canaveral (anglisiert vom Cabo Cañaveral: Röhricht Kap), Cortez, DeSoto County (nach Hernando de Soto), El Portal, Gonzalez, Hernando, Hernando Beach, Lake Buena Vista, Oviedo, Ponce de Leon (nach Juan Ponce de León), Punta Gorda, San Antonio, San Carlos Park, Santa Rosa County (nach St. Rosa von Viterbo), St. Augustine (anglisiert vom San Agustín: Heiliger Augustinus), Tavares, Tequesta, Valparaiso (Paradies-Tal), Valrico (reiches Tal).

### Kalifornien
- Kalifornien (nach der Legende von Kalifornien Kalifornien#Herkunft des Namens): Adelanto, Alameda, Alamo (Die Pappel), Alhambra (nach dem Schloss in Granada), Arroyo Grande (großer Bach), Atascadero, Avila Beach, Bodega (Weinkeller), Bodega Head, Calabasas, Cajon Pass, Calexico, Cape Mendocino, Chula Vista (schöne Aussicht), Coronado (nach dem spanischen Konquistador Francisco Vásquez de Coronado), Costa Mesa, El Cajon, El Capitan (Der Hauptmann), El Centro, El Segundo, Encinitas, Escondido, Fresno (Esche), Gonzales, Hermosa Beach, Indio, Los Angeles (Die Engel), Los Banos (Die Bäder), Los Feliz (Die Glücklichen), Los Gatos (Die Katzen), Los Olivos (Die Olivenbäume), Mariposa, Martinez, Mendocino (nach Antonio de Mendoza), Mission Viejo (Alte Mission), Montecito, Monterey (Königsberg), Palo Alto (hoher Pfahl), Redondo Beach, Sacramento (Sakrament), Salinas, San Andreas (St. Andreas), San Anselmo (St. Anselm), San Bernardino (St. Bernhardin), San Bruno (St. Bruno), San Buenaventura (St. Bonaventura), San Carlos (St. Karl), San Clemente (St. Clemens), San Clemente Island, San Diego (nach Diego de Alcalá), San Dimas (St. Dismas), San Fernando (St. Ferdinand), San Fernando Valley, San Francisco (St. Franziskus), San Gabriel (St. Gabriel), San Jacinto, San Jacinto Valley, San Joaquin (St. Joachim), San Joaquin Valley, San José (St. Josef), San Juan Bautista (St. Johannes Baptist), San Juan Capistrano (St. Johannes Capistranus), San Leandro, San Lorenzo (St. Laurentius), San Luis Obispo (St. Ludwig der Bischof), San Marcos, San Marino, San Mateo, San Miguel Island, San Pablo (St. Paul), San Pedro (St. Peter), San Rafael, San Ramon, San Simeon, San Ysidro, Santa Ana (St. Anna), Santa Barbara (St. Barbara), Santa Catalina Island, Santa Clara, Santa Clara Valley, Santa Clarita, Santa Cruz (Heiliges Kreuz), Santa Cruz Island, Santa Maria, Santa Monica, Santa Paula, Santa Rosa, Santa Rosa Island, Santa Rosa Mountains, Santa Ynez Valley, Soledad (Einsamkeit), Val Verde (grünes Tal), Valencia, Vallecito (kleines Tal), Vallejo, Vista.

### Nevada
- Nevada (Schneefall, die Verschneite): Alamo (Die Pappel), Amargosa Valley, Caliente (heiß), Esmeralda County, Las Vegas (Die Flussauen), Mesquite, Santa Rosa Range.

### New Mexico
- New Mexico/Nuevo México: Acoma Pueblo, Alamogordo (dicke Pappel), Albuquerque (nach dem Herzog von Alburquerque), Belen (Bethlehem), Bernalillo, Bosque Farms, Bueyeros, Capitan, Carrizozo, Chama, Cimarron, Corona (Krone), Corrales, Cuba (Kuba), Cundiyo, De Baca County, Doña Ana, Doña Ana County, Española (Spanische), Estancia, Fierro, Flora Vista, Hermanas (die Schwestern), Huerfano (Waisenkind), Hidalgo County, Isleta (kleine Insel), Jaconita, Jemez Springs, Jemez Pueblo, La Luz (Das Licht), La Mesilla, Laguna, Las Cruces (Die Kreuze), Las Vegas (Die Flussauen), Llano Estacado, Los Alamos (Die Pappeln), Los Lunas (Die Monde), Madrid (nach der spanischen Stadt Madrid), Manzano, Mescalero, Mesilla (kleine Hochebene), Mesquite, Mosquero, Navajo, Ojo Amarillo (gelbes Auge), Paguate, Pecos Pueblo, Portales (Die Tore), Pueblo Bonito (schönes Dorf), Pueblo Pintado (buntes Dorf), Ramon, Ranchos de Taos, Raton (kleine Ratte), Rio Rancho, Sacramento Mountains, San Jon,  San Ildefonso Pueblo (nach St. Ildefons von Toledo), San Mateo (Sankt Matthäus), San Ysidro (St. Isidor), Santa Fe (Heiliger Glaube), Santa Rita, Santa Rosa (Heilige Rose), Santa Teresa (St. Teresa), Santo Domingo Pueblo (Dorf des heiligen Sonntags), Sierra County, Socorro (Die Hilfe), Taos, Taos Pueblo, Texico, Tijeras, Tse Bonito, Tularosa, Valencia County, Zia Pueblo.

### Texas
- Texas/Tejas: Alamo (die Pappel), Alvarado, Amarillo (gelb), Arroyo City, Bandera, Bandera County, Blanco, Blanco County, Boca Chica, Bosque County, Buena Vista, Castro County, Cibolo, Colorado County, Concho County, Cuero, Del Rio, El Campo (Das Feld), Eldorado, El Paso (Der Bergpass), El Paso County, Escobares, Gonzales County, Guadalupe County, Guerra (Krieg) Hidalgo County, La Junta, La Porte (Die Tür), Lajitas, Lamesa (Tafelberg), Laredo (nach der spanischen Stadt Laredo), Lavaca County, Llano, Lorenzo, Los Fresnos (Die Eschen), Los Indios (Die Indianer), Matador, Matagorda County, Medina County, Mercedes (spanischer weiblicher Vorname), Mesquite, Mexia, Navasota, Navarro County, Ozona, Palacios, Pampa, Pasadena, Pecos, Plano, Port Lavaca, Presidio (Festung), Presidio County, Progreso (Fortschritt), Quemado, Real County, Refugio (Zuflucht), Refugio County, Rio Grande City, Rio Hondo, Ruidosa, San Angelo (Heiliger Engel), San Antonio (St. Antonius), San Benito (St. Benedikt), San Elizario, San Jacinto County, San Juan (St. Johann), San Marcos (St. Markus), San Patricio County, San Saba (St. Sabas), Santa Fe, Saragosa, Telico, Tornillo, Uvalde (nach Juan de Uvalde), Uvalde County, Val Verde County, Zapata, Zapata County (nach José Antonio de Zapata), Zavala County (nach Lorenzo de Zavala).

### Utah
- Utah: Alta, Escalante (nach Silvestre Vélez de Escalante), Escalante Desert, La Sal (Salz), Salina, San Juan County, Sanpete County (Heiliger Petrus Bezirk), Santaquin, Saratoga Springs.

### Flüsse
Agua Fria River (Fluss des kalten Wassers), Brazos River (von Los brazos de dios, „die Arme Gottes“), Chaco River, Colorado River (farbiger Fluss), Dolores River (Fluss der Schmerzen), Escalante River (nach Silvestre Vélez de Escalante), Guadalupe River (Kalifornien), Guadalupe River (Texas), Nueces River (Fluss der Nüsse), Pecos River, Rio Grande (Großer Fluss), Rio de Sabinas, Sacramento River, San Antonio River, Santa Cruz River (Arizona), San Francisco River (Arizona), San Juan River, Rio Tijuana, Rio Verde, Zuñi River.